# Charles van der Plas

Charles van der Plas, vermoedelijk als controleur op Madoera

Charles Olke van der Plas (Buitenzorg, 15 mei 1891 - Zwolle, 7 juni 1977) was een administrateur in de koloniale regering van Nederlands-Indië en van 1936 tot 1941 gouverneur van de staat Oost-Java. Na het behalen van het examen voor de Nederlands-Indische bestuursdienst aan de Rijksuniversiteit Leiden was Van der Plas van 1912 tot 1919 als ambtenaar van het Binnenlands Bestuur werkzaam aan diverse opdrachten.
Hij diende als Nederlandse consul in Jeddah in Saoedi-Arabië. In 1927 werd hij, weer terug op Java, benoemd tot plaatsvervangend adviseur Inlandse Zaken en stond als zodanig in voortdurend rechtstreeks contact met de gouverneur-generaal. In de periode 1929 tot 1932 voerde hij diverse opdrachten uit op het terrein van onderwijs en kolonisatie. Hij was van 1932 tot 1936 resident van Cheribon en tevens voorzitter van de Overdrachtscommissie, in het leven geroepen om de machtsoverdracht voortvloeiend uit de decentralisatiepolitiek voor te bereiden.
In 1936 werd hij benoemd tot Gouverneur van Oost-Java, een positie die hij bekleedde tot 1941 toen hij benoemd werd tot lid van de Raad van Indië. Van der Plas werd beïnvloed door de Nederlandse islamistische geleerde Christiaan Snouck Hurgronje en werd een expert in de Indonesische samenleving en politiek, de islam en het Arabisch.
Na de Japanse bezetting van Nederlands-Indië tijdens de Tweede Wereldoorlog was hij lid van het Nederlands-Indische Burgerlijk Bestuur. Van der Plas speelde een belangrijke rol bij de oprichting van de staat Madura, een deelstaat van de federale geplande republiek van de Verenigde Staten van Indonesië.